# Доктор Хаус (2-й сезон)
Второй сезон американского телесериала «Доктор Хаус», премьера которого состоялась на канале Fox 13 сентября 2005 года, а заключительная серия вышла 23 мая 2006 года, состоит из 24-х эпизодов.

## В ролях

### Основной состав
- Хью Лори — доктор Грегори Хаус
- Лиза Эдельштейн — доктор Лиза Кадди
- Омар Эппс — доктор Эрик Форман
- Роберт Шон Леонард — доктор Джеймс Уилсон
- Дженнифер Моррисон — доктор Эллисон Кэмерон
- Джесси Спенсер — доктор Роберт Чейз

### Второстепенный состав
- Сила Уорд — Стейси Уорнер
- Стефани Вендитто — сестра Бренда Превин
- Карри Грэм — Марк Уорнер
- Дайан Бэйкер — Блит Хаус
- Ли Эрми — Джон Хаус
- Чарльз С. Даттон — Родни Форман
- Рон Перкинс — доктор Рон Симпсон

### Приглашённые актёры
LL Cool J, Маршалл Белл, Кристи Линн Смит, Саша Питерс, Игнасио Серричио, Рон Ливингстон, Клифтон Пауэлл, Виселос Реон Шеннон, Аланна Юбак, Натан Кресс, Тараджи Хенсон, Кристоффер Полаха, Мэттью Джон Армстронг, Райан Херст, Синтия Никсон, Мими Кеннеди, Майкл О’Киф, Эль Фэннинг, Джули Уорнер, Дэн Батлер, Том Верика, Кэмерон Ричардсон, Грег Гранберг, Кери Линн Прэтт, Иветт Николь Браун, Ховард Хессеман, Саманта Мэтис, Мишель Трахтенберг, Лора Аллен, Маккензи Астин, Джейма Мейс, Томас Деккер, Уильям Кэтт, Тамара Браун, Скотт Майкл Кэмпбелл, Кип Парду, Даниэль Бернард Суини, Мишель Клуни и Элиас Котеас

## Эпизоды
| № общий | № в сезоне | Название                                       | Режиссёр         | Автор сценария                                                                                | Дата премьеры    | Зрители в США (млн) |
| --- | ---------- | ---------------------------------------------- | ---------------- | --------------------------------------------------------------------------------------------- | ---------------- | ------------------- |
| 23 | 1          | «Смирение» «Acceptance»                        | Дэн Аттиас       | Рассел Френд и Гарретт Лернер                                                                 | 13 сентября 2005 | 15.91               |
| Хауса приглашают в тюрьму, чтобы он вылечил приговорённого к смертной казни. Стейси удаётся добиться перевода заключённого в госпиталь. Кэмерон вынуждена сказать молодой женщине, что у неё неоперабельный рак. Диагноз: Отравление метанолом, феохромоцитома (хромаффинная опухоль) |            |                                                |                  |                                                                                               |                  |                     |
| 24 | 2          | «Аутопсия» «Autopsy»                           | Деран Сарафян    | Лоуренс Каплоу                                                                                | 20 сентября 2005 | 13.64               |
| У маленькой 9-летней девочки (Саша Питерс) рак, но к её проблемам добавляются галлюцинации. Диагноз: Тромбоз, доброкачественная опухоль сердца |            |                                                |                  |                                                                                               |                  |                     |
| 25 | 3          | «Шалтай-Болтай» «Humpty Dumpty»                | Дэн Аттиас       | Мэтт Уиттен                                                                                   | 27 сентября 2005 | 13.37               |
| После того как рабочий падает с крыши дома доктора Кадди, у него появляются страшные симптомы. Чтобы остановить инфекцию, пациенту нужна ампутация. Диагноз: Пситтакоз (орнитоз) с осложнениями на фоне астмы |            |                                                |                  |                                                                                               |                  |                     |
| 26 | 4          | «Туберкулёз или не туберкулёз?» «TB or Not TB» | Питер О’Фэллон   | Дэвид Фостер                                                                                  | 1 ноября 2005    | 12.18               |
| Знаменитый врач, работающий в Африке, теряет сознание во время поездки по США. Все, кроме Хауса, уверены, что у него туберкулёз. Диагноз: Инсулома (аденома островковой ткани), туберкулёз |            |                                                |                  |                                                                                               |                  |                     |
| 27 | 5          | «Папенькин сынок» «Daddy’s Boy»                | Грег Яйтанс      | Томас Л. Моран                                                                                | 8 ноября 2005    | 14.15               |
| Во время выпускной вечеринки студент Принстонского университета начинает испытывать боль, напоминающую удары током. К Хаусу приехали родители. Диагноз: Кавернозная ангиома из-за лучевой болезни |            |                                                |                  |                                                                                               |                  |                     |
| 28 | 6          | «Крутой поворот» «Spin»                        | Фред Гербер      | Сара Хесс                                                                                     | 15 ноября 2005   | 12.95               |
| Известный велосипедист падает во время велогонки. Он признаётся в употреблении незаконных препаратов, но, похоже, его болезнь никак не связана с ними. Стейси и Хаус продолжают ссориться. Диагноз: Воздушная эмболия, истинная эритроцитарная аплазия, тимома (опухоль тимуса), злокачественная миастения (астенический бульбарный паралич) |            |                                                |                  |                                                                                               |                  |                     |
| 29 | 7          | «Охота» «Hunting»                              | Глория Муцио     | Лиз Фридман                                                                                   | 22 ноября 2005   | 14.72               |
| Кевин, гомосексуал, больной СПИДом, преследует Хауса, требуя, чтобы тот поставил ему диагноз. А Хаусу удаётся украсть историю болезни Стейси. Кэмерон контактирует с заражённой кровью Кевина, и вынуждена пройти тест на ВИЧ. Диагноз: Эхинококкоз |            |                                                |                  |                                                                                               |                  |                     |
| 30 | 8          | «Ошибка» «The Mistake»                         | Дэвид Семел      | Питер Блейк                                                                                   | 29 ноября 2005   | 14.91               |
| Матери двух маленьких девочек становится плохо на детском утреннике. Чейз осматривает пациентку и убеждает её, что с ней всё в порядке. Но вскоре понимает, что его диагноз был неверен, однако женщину уже не спасти. Чейз считает себя виновным в её смерти, но Хаус думает иначе и пытается защитить его перед дисциплинарным комитетом. Диагноз: Болезнь Бехчета (большой афтоз Турена), гепатит C, гепатоцеллюлярный рак (пителиома печени) (пациентка умирает)                                                                                       |            |                                                |                  |                                                                                               |                  |                     |
| 31 | 9          | «Обман» «Deception»                            | Деран Сарафян    | Майкл Р. Перри                                                                                | 13 декабря 2005  | 14.52               |
| Прямо к ногам Хауса, который играет на внеипподромном тотализаторе, падает женщина. Ему приходится оставить скачки и отправиться вместе с ней в госпиталь. Но все в госпитале убеждены, что Аника — симулянтка, и только Хаус считает, что Аника действительно больна. Рождественский эпизод. Диагноз: Инфицирование Clostridium perfringens, синдром Мюнхгаузена |            |                                                |                  |                                                                                               |                  |                     |
| 32 | 10         | «Трудности перевода» «Failure to Communicate»  | Джейс Александер | Дорис Иган                                                                                    | 10 января 2006   | 14.83               |
| Журналист Флетчер Стоун неожиданно потерял дар речи; бессмысленный набор слов, которые он произносит, не может понять даже его жена. Команде доктора Хауса приходится работать без самого Хауса: он вместе со Стейси вынужден из-за непогоды сидеть в аэропорту Балтимора. Но у Хауса есть телефон, а вместо любимого фломастера можно использовать помаду Стейси. Диагноз: Церебральная малярия |            |                                                |                  |                                                                                               |                  |                     |
| 33 | 11         | «Необходимые знания» «Need to Know»            | Дэвид Семел      | Памела Дэвис                                                                                  | 7 февраля 2006   | 22.24               |
| Пытаясь поставить диагноз домохозяйке, страдающей от загадочной болезни, разрушающей её организм, Хаус понимает, что вся её внешне идеальная жизнь основана на лжи. Кэмерон нервничает из-за анализа на ВИЧ, а Стейси принимает решение. Диагноз: Гепатоцеллюлярная (печеночно-клеточная) аденома |            |                                                |                  |                                                                                               |                  |                     |
| 34 | 12         | «Отвлекающий раздражитель» «Distractions»      | Дэн Аттиас       | Лоуренс Каплоу                                                                                | 14 февраля 2006  | 19.20               |
| Катаясь вместе с отцом на квадроцикле, Адам попадает в страшную аварию. Команда Хауса пытается понять, почему Адам потерял управление, но страшные ожоги на теле мальчика не дают им сделать нужные анализы. А сам Хаус мучается от сильной мигрени: чтобы доказать, что лекарство, изобретённое его бывшим сокурсником, не работает, он опробовал его на себе. Диагноз: Серотониновый синдром |            |                                                |                  |                                                                                               |                  |                     |
| 35 | 13         | «Внешность обманчива» «Skin Deep»              | Джим Хайман      | Сюжет : Рассел Френд и Гарретт Лернер Телесценарий : Рассел Френд, Гарретт Лернер и Дэвид Шор | 20 февраля 2006  | 14.18               |
| Алекс, 15-летняя топ-модель, после необъяснимой вспышки ярости падает на подиум. Вначале кажется, что всё дело в психологическом состоянии молодой девушки, которая употребляет героин и антидепрессанты и ведёт беспорядочные связи. Хаус мучается от боли в ноге и пытается уговорить Кадди дать ему морфий. Диагноз: Рак яичка, мужской псевдогермафродитизм |            |                                                |                  |                                                                                               |                  |                     |
| 36 | 14         | «Секс убивает» «Sex Kills»                     | Дэвид Семел      | Мэтт Уиттен                                                                                   | 7 марта 2006     | 20.56               |
| 65-летнему пациенту нужна пересадка сердца. Хаусу удаётся уговорить мужа погибшей в автомобильной аварии женщины отдать так необходимое сердце. Но комиссия по трансплантации органов отказалась от этого сердца не просто так: мёртвая женщина была больна, и, чтобы провести операцию, команде доктора Хауса нужно сначала как можно быстрее вылечить её. Уилсон переезжает к Хаусу. Диагноз: Генри Аррингтон — бруцеллёз (средиземноморская лихорадка), миссис Нейбергер — гонорея                                                                      |            |                                                |                  |                                                                                               |                  |                     |
| 37 | 15         | «Невежество» «Clueless»                        | Деран Сарафян    | Томас Л. Моран                                                                                | 28 марта 2006    | 21.44               |
| Мужчина начинает задыхаться во время сексуальных игр с женой, и Хаус подозревает, что их брак не такой безоблачный, как кажется. Диагноз: Отравление ауротиомалатом натрия |            |                                                |                  |                                                                                               |                  |                     |
| 38 | 16         | «Безопасность» «Safe»                          | Феликс Алькала   | Питер Блейк                                                                                   | 4 апреля 2006    | 22.71               |
| 16-летняя Мелинда на глазах её матери и друга неожиданно начинает задыхаться. Девушка страдает сильной аллергией и недавно перенесла пересадку сердца, но что могло вызвать приступ в стерильной комнате, в которой она находилась? Диагноз: Клещевой паралич |            |                                                |                  |                                                                                               |                  |                     |
| 39 | 17         | «Ва-банк» «All In»                             | Фред Гербер      | Дэвид Фостер                                                                                  | 11 апреля 2006   | 21.20               |
| Команде Хауса приходится покинуть вечеринку, чтобы заняться диагностикой маленького мальчика с болями в животе. Скоро они понимают, что на самом деле Хаус пытается поставить диагноз давно умершей пациентке, загадочная болезнь которой многие годы не давала ему покоя. Диагноз: Болезнь Эрдгейма-Честера (полиостотический склерозирующий гистиоцитоз) |            |                                                |                  |                                                                                               |                  |                     |
| 40 | 18         | «Не будите спящую собаку» «Sleeping Dogs Lie»  | Грег Яйтанс      | Сара Хесс                                                                                     | 18 апреля 2006   | 22.64               |
| Ханне, которая мучилась от бессонницы 10 дней, нужна пересадка печени, но согласится ли её подруга Макс стать донором? А команда Хауса занята этическими проблемами: Кэмерон обвиняет Формана в плагиате. Диагноз: Бубонная чума |            |                                                |                  |                                                                                               |                  |                     |
| 41 | 19         | «Хаус против Бога» «House vs. God»             | Джон Ф. Шоуолтер | Дорис Иган                                                                                    | 25 апреля 2006   | 24.52               |
| Хаус объявляет войну Богу после того как 15-летний проповедник «исцеляет» раковую больную. Между тем состояние самого подростка оставляет желать лучшего. Диагноз: Туберозный склероз (болезнь Бурневилля-Прингла), герпетический энцефалит |            |                                                |                  |                                                                                               |                  |                     |
| 42 | 20         | «Эйфория. Часть 1» «Euphoria: Part 1»          | Деран Сарафян    | Мэттью В. Льюис                                                                               | 2 мая 2006       | 22.71               |
| Полицейский бросает погоню за преступником и начинает безумно смеяться. Вскоре симптомы становятся гораздо более страшными. Когда Хаус понимает, что Форман заразился, дело принимает критический оборот. Диагноз: Болезнь легионеров (легионеллёз), а также неизвестная болезнь (будет диагностирована в части 2, пациент (полицейский) умер) |            |                                                |                  |                                                                                               |                  |                     |
| 43 | 21         | «Эйфория. Часть 2» «Euphoria: Part 2»          | Деран Сарафян    | Рассел Френд, Гарретт Лернер и Дэвид Шор                                                      | 3 мая 2006       | 17.16               |
| Полицейский умер, а Форман смертельно напуган и готов на опасную процедуру, Хаус против. Диагноз: Первичный амёбный менингоэнцефалит |            |                                                |                  |                                                                                               |                  |                     |
| 44 | 22         | «Навечно» «Forever»                            | Дэниел Сакхайм   | Лиз Фридман                                                                                   | 9 мая 2006       | 24.29               |
| По дороге на работу у мужчины начинается рвота, он возвращается домой и обнаруживает жену, которая чуть не утопила в ванне своего ребёнка во время приступа. Диагноз: Пеллагра, Целиакия, MALT-лимфома (ребёнок умирает, женщина отказывается от лечения) |            |                                                |                  |                                                                                               |                  |                     |
| 45 | 23         | «Кто твой папочка?» «Who’s Your Daddy?»        | Марта Митчелл    | Сюжет : Чарльз М. Дункан и Джон Манкевич Телесценарий : Джон Манкевич и Лоуренс Каплоу        | 16 мая 2006      | 22.38               |
| Дилан Крэндалл, приятель Хауса, привозит в госпиталь свою дочь, которая страдает от галлюцинаций после урагана Катрина. Хаус уверен, что девочка обманывает Дилана. А Кадди озабочена поиском донора спермы для своего ребёнка. Диагноз: Гемохроматоз, зигомикоз |            |                                                |                  |                                                                                               |                  |                     |
| 46 | 24         | «Без причины» «No Reason»                      | Дэвид Шор        | Сюжет : Лоуренс Каплоу и Дэвид Шор Телесценарий : Дэвид Шор                                   | 23 мая 2006      | 25.47               |
| В клинику приходит пациент с ужасно распухшим языком, и Хаус, придя в восторг от его забавного вида, поручает своей команде заняться этим случаем. Но, похоже, в этот раз Хаусу не суждено поставить диагноз: в его кабинет вбегает муж одной из его прежних пациенток и дважды стреляет в него. Очнувшись в больничной палате, Хаус пытается продолжить спасение пациента, симптомы которого приобретают всё более ужасный вид, но обнаруживает, что не может отличить реальность от собственного бреда. Диагноз: Галлюцинации (Хаус), Аллергия (пациент) |            |                                                |                  |                                                                                               |                  |                     |